# Clisson
 Clisson es una población y comuna francesa, situada en la región de Países del Loira, departamento de Loira Atlántico, en el distrito de Nantes y cantón de Clisson.
Clisson formar parte de la región histórica de Bretaña y era la principal plaza fuerte que defendía la frontera bretona frente a Poitou y a Anjou gracias a su castillo. La población es conocida también por su arquitectura de estilo italianizante inspirada del modelo toscano.
Se sitúa entre Nantes, Cholet y La Roche-sur-Yon, en el límite con el departamento de Maine-et-Loire y de Vendée. En 2012 contaba con 6.633 habitantes, aunque es el centro de una aglomeración que cuenta con un total de 17.882 habitantes.

## Demografía
| 3719 | 4179 | 4537 | 4959 | 5495 | 5939 |
| Para los censos de 1962 a 1999 la población legal corresponde a la población sin duplicidades (Fuente: INSEE [Consultar]) |      |      |      |      |      |

## Historia
La región de Clisson pasa a formar parte de Bretaña en el 851 por el tratado de Angers entre Carlos el Calvo y Erispoe, situándose en la llamada Marca de Bretaña. 
La población se estructura durante el siglo XII alrededor del castillo de Clisson, cuya construcción fue comenzada bajo Guillaume de Clisson sobre un espolón rocoso dominando el río Sèvre, y continuó gracias a posteriores señores, entre los cuales se halla el famoso Olivier V de Clisson, Condestable de Francia.
Durante el siglo XIX Clisson es objeto de la admiración de personajes como Lemot o los hermanos Cacault, impulsando la conservación el castillo (ya en ruina por entonces) y la construcción de una villa de estilo italianizante: la villa Garenne-Lemot.
Desde 2006 Clisson acoge el Hellfest, uno de los mayores festivales de música heavy de Europa.

## Lugares y monumentos
- Castillo de Clisson.
- Mercado (construcción del siglo XV).
- Villa y parque Garenne-Lemot.

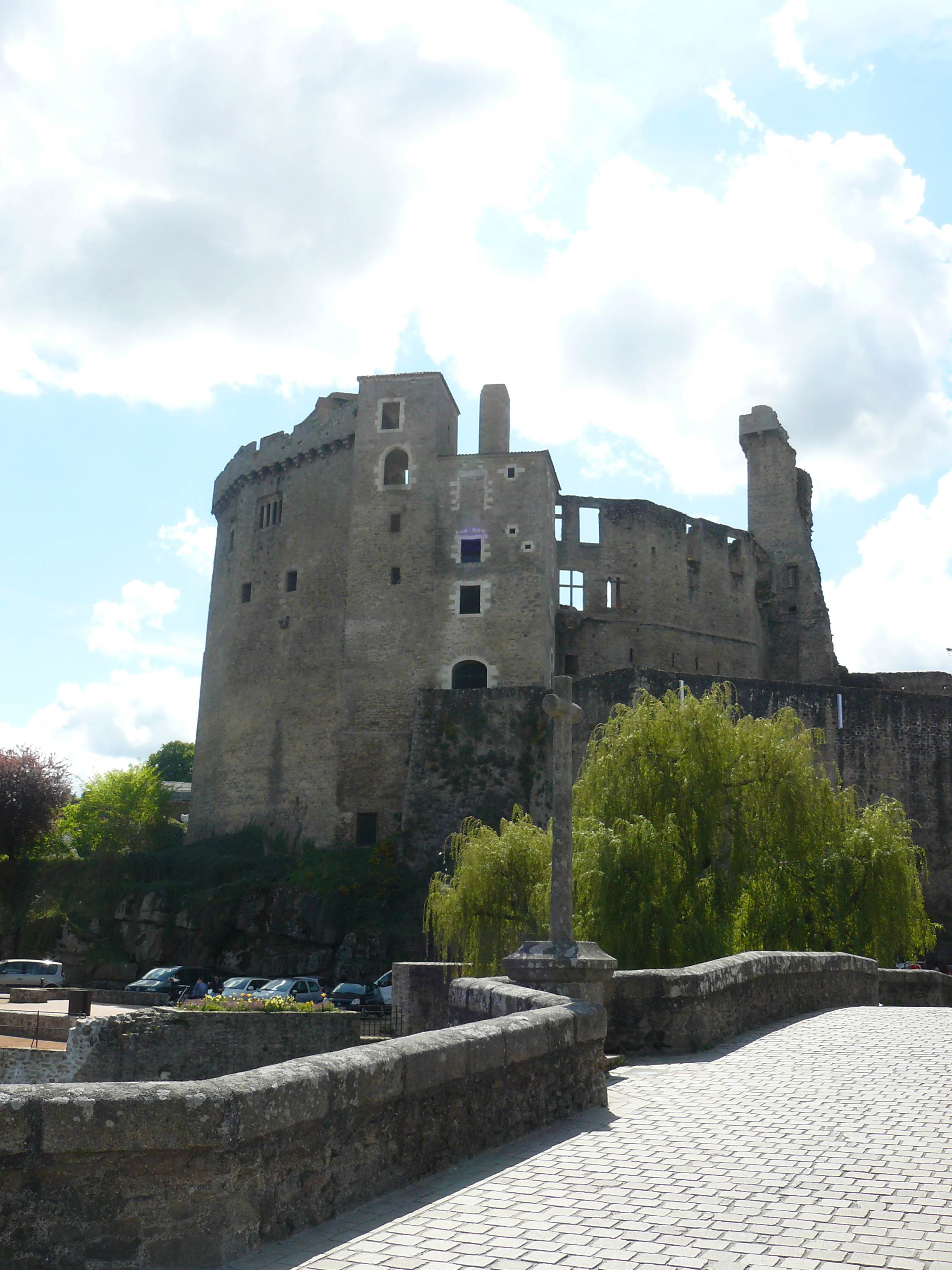
Castillo de Clisson visto desde el puente sobre el Sèvre.
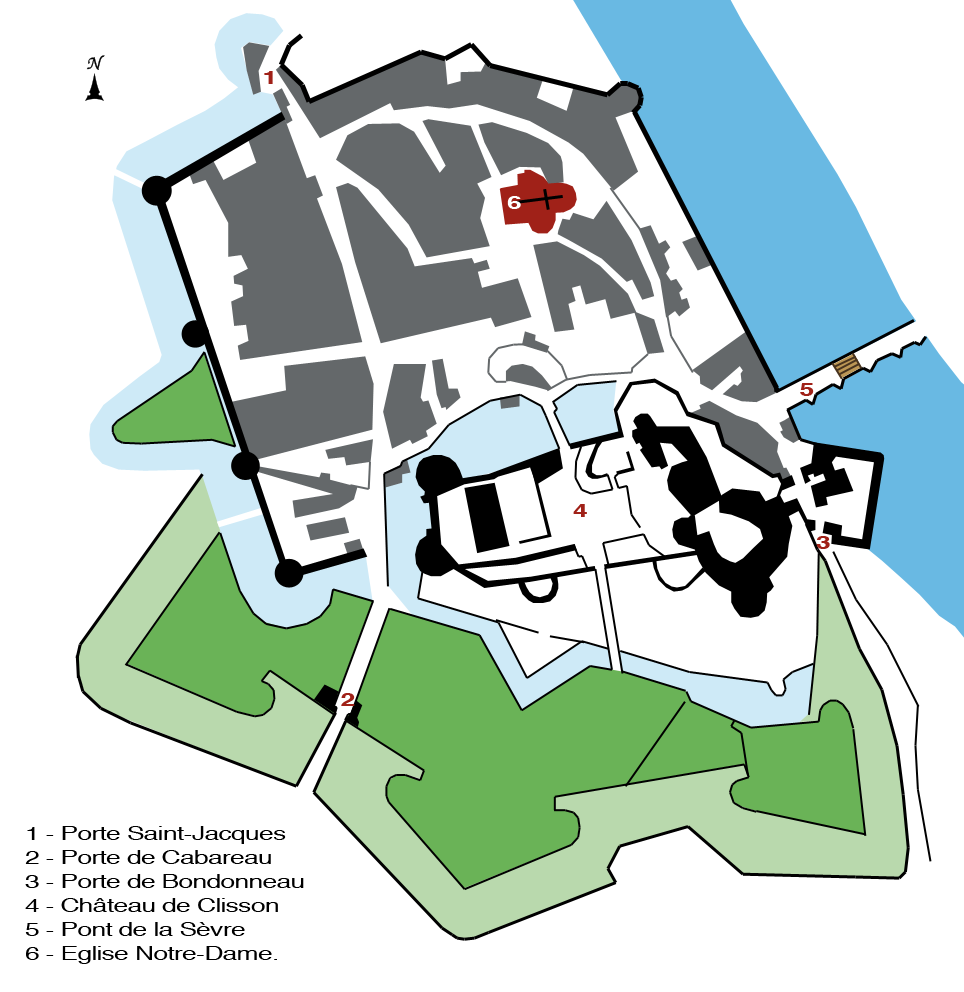
Plano de Clisson en el siglo XV.
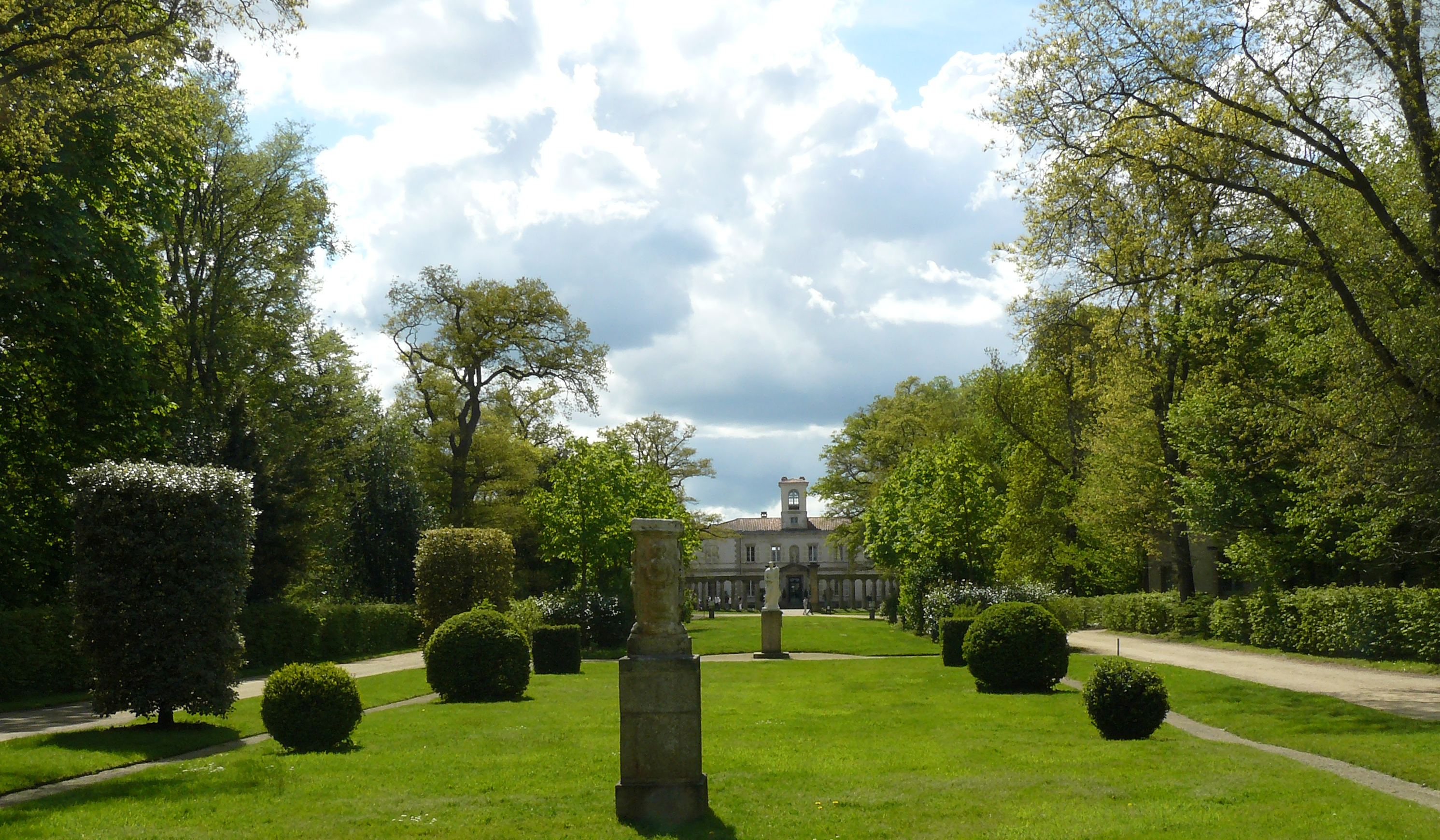
Vista de los jardines de la villa Garenne-Lemot.
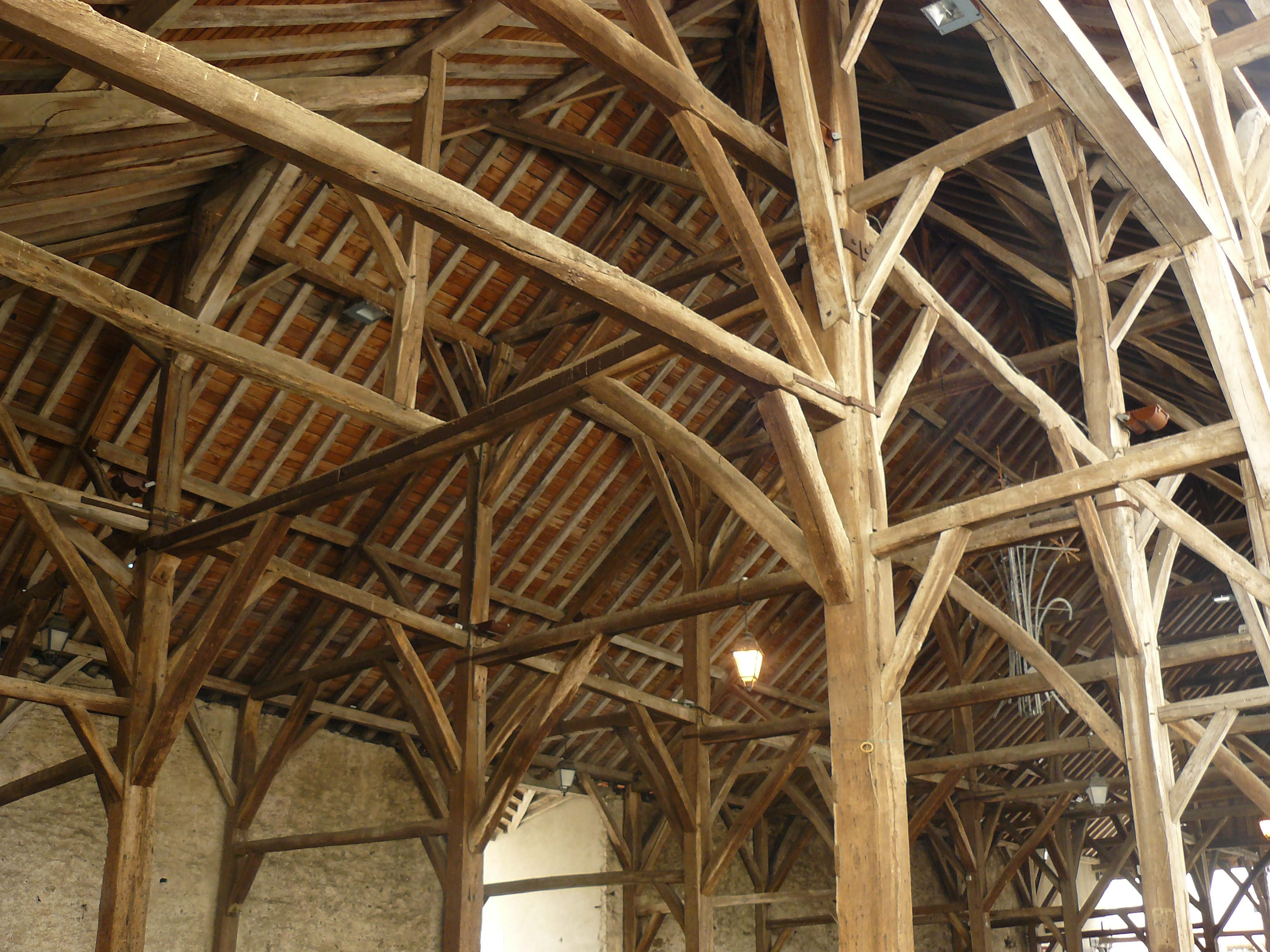
Mercado.